# بخش آزول
بخش آزول پارتیدو (به اسپانیایی: Partido de Azul) یک منطقهٔ مسکونی در آرژانتین است که در استان بوئنوس آیرس واقع شده‌است. بخش آزول پارتیدو ۶٬۶۱۵ کیلومتر مربع مساحت و ۶۲٬۹۹۶ نفر جمعیت دارد.